# 安田美和
安田 美和（1977年12月6日—）是日本的女性聲優。青二Production所屬，兵庫縣出身。

## 演出作品

### 電視動畫
- 袖珍女侍小梅（花枝小弟）
- 夢幻天女（護士、子供）
- 學園愛麗絲（乃木流架）
- 機動新撰組 萌之劍（青龍）
- Kanon（相沢祐一（少年時代）、栞之母）
- 捍衛者（服務台的姐姐、女子A）
- ∀鋼彈（侍女B）
- 真仙魔大戰（お助けさん）
- 貧窮姊妹物語（看護師）
- 幻影死神（小島茜）
- 蟲孽
- 彩夢芭蕾 第16話（4個女學生之一）
- 彩夢芭蕾 第20話（女學生A）

### OVA
- 袖珍女侍マイ（花枝小弟）
- 銀河少女警察（アナウンス）

### 遊戲
- 學園愛麗絲（乃木流架）
- 機動新撰組 萌之劍（青龍）
- KOF MAXIMUM IMPACT系列（ミニョン・ベアール）
- BLADE STORM 百年戰爭（イアマール）
- 勇者之光（娣雅・坦格莉）
- 英雄傳說VI「空之軌跡」3rd（噬身之蛇的盟主）

### 廣播劇CD
- 英雄傳說VI「空之軌跡」－盟主

## 外部連結
- 事務所公開簡歷（日語）